# John Parr (Ritter)
Sir John Parr of Kendal (* 1438; † 1475) war ein englischer Ritter.

## Leben
Sir John Parr of Kendal war der zweite Sohn von Sir Thomas Parr und Alice Tunstall, Tochter des Sir Thomas Tunstall.
Er begann seine Karriere mit Ausbruch der Rosenkriege. Laut einigen Quellen kämpfte er bereits im Mai 1455 bei der Ersten Schlacht von St Albans für das Haus York und im September 1459 bei Blore Heath an der Seite von Richard Neville, 5. Earl of Salisbury und Thomas Harrington.
Nach den Schlachten von Wakefield am 30. Dezember 1460 und Towton am 29. März 1461, an denen John Parr teilnahm, wurde er von König Eduard IV. für seine Treue belohnt und mit einigen wichtigen Ämtern ausgestattet.
So wurde er 1462 auf Lebenszeit zum High Sheriff of Westmorland ernannt, ein Amt das zuvor von John Clifford, 9. Baron de Clifford, einem Anhänger des Hauses Lancaster, bekleidet wurde. John Parr wurde ab 1460 dreimal ins Parament berufen, erhielt unter anderem die Ämter Kings Esquire (1461), Chief Forester of Whinfell (1461), Chief Steward of Westmorland Holdings (1461), Esquire for the Body (1467), Master of the Horse for Kings Household und Constable of Kenilworth Castle (1471).
Sir John kämpfte im April 1471 an der Seite von Edward IV. bei Barnet und Tewkesbury im Mai 1471 und erhielt dort vor Ort seinen Ritterschlag.
Sir John Parr of Kendal starb 1475.

## Ehe und Nachkommen
Sir John war verheiratet mit einer Tochter des Sir John Young, Lord Mayor of London.